# Казикаев, Валерий Джекович
Валерий Джекович Казикаев (13 ноября 1954, Москва) — российский предприниматель, общественный деятель. Основатель и первый генеральный директор Московской международной высшей школы бизнеса.

## Образование
В 1976 году — окончил Московский Горный институт (сегодня — Горный институт НИТУ «МИСиС») по специальности «Организация и управление предприятиями», квалификация — «горный инженер».
В 1976—1979 годах — аспирант Московского Горного института. Защитил диссертацию с присуждением степени кандидата технических наук по специальности «Экономика, организация и управление промышленностью».
В 1979—1984 годах — доцент кафедры А-2 Московского завода ВТУЗ при автозаводе имени Лихачева.

## Биография
В 1984—1989 годах — эксперт, главный эксперт Министерства высшего и среднего специального образования, главный эксперт Государственного комитета по образованию.
В 1989 году — основатель и первый генеральный директор Московской международной школы бизнеса (МИРБИС). Курировал создание и регистрацию школы в Совете министров СССР. Школа была организована в рамках межправительственных соглашений СССР и Италии в качестве образовательного учреждения, ведущего подготовку российских кадров по квалификации MBA. МИРБИС стала первой в России бизнес-школой, получившей международную аккредитацию AMBA (на сегодняшний день аккредитованы 189 школ в 46 странах мира, в том числе девять в России и одна на Украине).
В 1990 году — возглавил ВЭО «Внешэкономкооперация».
В 1991 году — указом президента СССР Михаила Горбачёва назначен членом Совета по предпринимательству при президенте СССР.
В 1991—1992 годах — исполнительный директор Бюро по использованию научно-технического содействия Европейской Комиссии рыночных реформ в СССР и СНГ.
В 1993 году — член Конституционного совещания при Президенте Российской Федерации, кандидат в депутаты Государственной Думы Федерального Собрания РФ по избирательному списку объединения «Российское движение демократических реформ» (лидеры Гавриил Попов и Анатолий Собчак).
В 1994—2001 годах — президент холдинга «Росэкспортлес», созданного Российской Федерацией для торговли лесом на мировых рынках. Компания помимо экспорта стала лидером российской лесопереработки.
С 1996 года — член рабочей комиссии вице-президента США Альберта Гора — премьер-министра России Виктора Черномырдина. В рамках сессий комиссии отвечал за организацию кредитной линии в $5 млрд, выделяемой ЭКСИМбанком США под реструктуризацию российской лесной отрасли.
С 2001 года — генеральный директор топливо-заправочной компании «Шереметьево». Газета «КоммерсантЪ» связывала это кадровое решение с изменением структуры поставщиков крупнейшего российского аэропорта и восстановлением контроля над закупкой авиационного топлива.
В 2010—2013 годах — член правления и первый заместитель генерального директора международного аэропорта «Шереметьево» по стратегическому развитию. По данным «РБК daily», руководство компании «Аэрофлот» лоббировало в правительстве России назначение Казикаева руководителем «Шереметьево» вместо Михаила Василенко.
С 2012 года — заместитель председателя совета директоров аэропорта Внуково.
С 2013 года — член совета директоров управляющей компании «Металлоинвест», крупнейшего производителя железорудного сырья в СНГ, Председатель Совета Директоров компании «Удоканская медь» которая ведет работы по освоению крупнейшего в мире месторождения меди.

## Общественная деятельность
С 2005 года — член Генерального совета Общероссийской общественной организации «Деловая Россия», член Правления «Вольного Экономического общества России».
Финансировал строительство храма великомученицы Екатерины в Риме и православного собора в Гаване, реставрацию храма Вознесения Господня в Павловском Посаде, деятельность «Обители милосердия Новомучеников и Исповедников Российских» в Псковской области, издание книг писателя Василия Шукшина и благотворительную акцию «Белая роза».
Казикаев В. Д. активно поддерживает развитие спорта в РФ. На протяжении многих лет является членом Попечительского Совета Федерации тенниса России, оказывает спонсорскую поддержку и является членом Совета Директоров баскетбольного клуба «Химки».

## Санкции
12 апреля 2023 года, на фоне вторжения России на Украину, Казикаев внесён в блокирующий санкционный список США против «нарушителей санкций по всему миру» как «руководитель связанный с Усмановым и его бизнесом». 23 ноября 2023 года внесён в санкционный список Украины по аналогичным основаниям.

## Награды
- Орден преподобного Сергия Радонежского III степени (2000).
- Медаль Министерства промышленности и энергетики РФ.
- Звание «Почётный работник лесной промышленности» (2006).
- Медаль «За заслуги перед Отечеством» II степени (награждён указом президента РФ от 20 апреля 2011 № 484)[24].
- Почётная грамота Президента РФ «За достигнутые трудовые успехи, многолетнюю добросовестную работу и активную общественную деятельность»[25]
- Командор ордена Звезды Италии (27 декабря 2018)[26]
- Орден Почёта (23 июня 2020) — за развитие металлургической промышленности и многолетнюю добросовестную работу[27].

## Личная жизнь
В свободное время занимается теннисом, горными лыжами и баскетболом.
Разведён, двое детей.
Сын Иван — директор по финансам и экономике АО «Международный аэропорт „Внуково“».